# Stressenberg
Stressenberg ist ein Gemeindeteil der Kreisstadt Kronach im Landkreis Kronach (Oberfranken, Bayern).

## Geographie
Die Einöde befindet sich auf einer Anhöhe, die im Norden ins Tal des Steinbachs und im Süden ins Tal des Eiersbachs abfällt. Ein Anliegerweg führt nach Seelach (0,7 km südwestlich).

## Geschichte
Gegen Ende des 18. Jahrhunderts gab es in Stressenberg, das auch Hellmitzberg genannt wurde, 2 Anwesen. Das Hochgericht übte das bambergische Centamt Kronach aus. Die Stadt Kronach war Grundherr der beiden Söldengüter.
Mit dem Gemeindeedikt wurde Stressenberg dem 1808 gebildeten Steuerdistrikt Neuses und der 1818 gebildeten Ruralgemeinde Seelach zugewiesen. Am 1. Mai 1978 wurde Stressenberg im Zuge der Gebietsreform in Bayern in Kronach eingegliedert.

### Einwohnerentwicklung
| Jahr      | 001818 | 001861 | 001871 | 001885 | 001900 | 001925 | 001950 | 001961 | 001970 | 001987 |
| Einwohner | 9      | 12     | 13     | 9      | 16     | 11     | 12     | 8      | 9      | 2      |
| Häuser    | 2      |        |        | 2      | 2      | 2      | 2      | 2      |        | 2      |
| Quelle    | [ 5 ]  | [ 7 ]  | [ 8 ]  | [ 9 ]  | [ 10 ] | [ 11 ] | [ 12 ] | [ 13 ] | [ 14 ] | [ 1 ]  |

## Religion
Der Ort ist römisch-katholisch geprägt und nach St. Johannes der Täufer (Kronach) gepfarrt.